# Galgamarken
Galgamarken är en stadsdel på Vämö i Karlskrona.
Galgamarken ligger på en höjd och består av mestadels av flerbostadshus. I närheten ligger Karlskronas sjukhus samt Blekinge Tekniska Högskola. Just närheten till högskolan gör att en stor del av skolans studenter bor uppe på kullen. En stor del av hyresrätterna ägs av företaget Karlskronahem. 
I december 2007 bodde det 1 571 personer på Galgamarken. 
Namnet Galgamarken kommer från att platsen tidigare nyttjades som avrättningsplats , jämför galgbacke.